# Winter-Paralympics 2010/Sledge-Eishockey
Bei den X. Winter-Paralympics 2010 wurde ein Wettbewerb im Sledge-Eishockey zwischen dem 13. und 20. März 2010 im UBC Winter Sports Centre in Vancouver ausgetragen.

## Qualifikation
Zuerst wurden die ersten sechs Teilnehmer im WM-Turnier ermittelt. Im A-Turnier spielten die besten acht Teams der Welt. Davon qualifizierten sich die ersten sechs, der Siebte und der Achte mussten in einem Entscheidungsturnier gegen die besten zwei des B-Turniers die übrigen zwei Plätze für die Paralympics ermitteln. Der Dritte, Vierte und Fünfte des B-Turniers schieden aus.
A-Turnier
| Platz | Team               |
| ----- | ------------------ |
| 1.    | Vereinigte Staaten |
| 2.    | Norwegen           |
| 3.    | Kanada             |
| 4.    | Japan              |
| 5.    | Tschechien         |
| 6.    | Italien            |
| 7.    | Südkorea           |
| 8.    | Deutschland        |

B-Turnier
| Platz | Team                   |
| ----- | ---------------------- |
| 1.    | Estland                |
| 2.    | Schweden               |
| 3.    | Polen                  |
| 4.    | Vereinigtes Königreich |
| 5.    | Niederlande            |

Entscheidungsturnier
| Platz | Team        |
| ----- | ----------- |
| 1.    | Schweden    |
| 2.    | Südkorea    |
| 3.    | Deutschland |
| 4.    | Estland     |

## Gruppenphase

### Gruppe A
| Pl. |                    | Sp | S | OTS | OTN | N | Tore | Punkte |
| 1.  | Vereinigte Staaten | 3  | 3 | 0   | 0   | 0 | 14:0 | 9      |
| 2.  | Japan              | 3  | 2 | 0   | 0   | 1 | 7:7  | 6      |
| 3.  | Tschechien         | 3  | 1 | 0   | 0   | 2 | 5:7  | 3      |
| 4.  | Südkorea           | 3  | 0 | 0   | 0   | 3 | 2:14 | 0      |

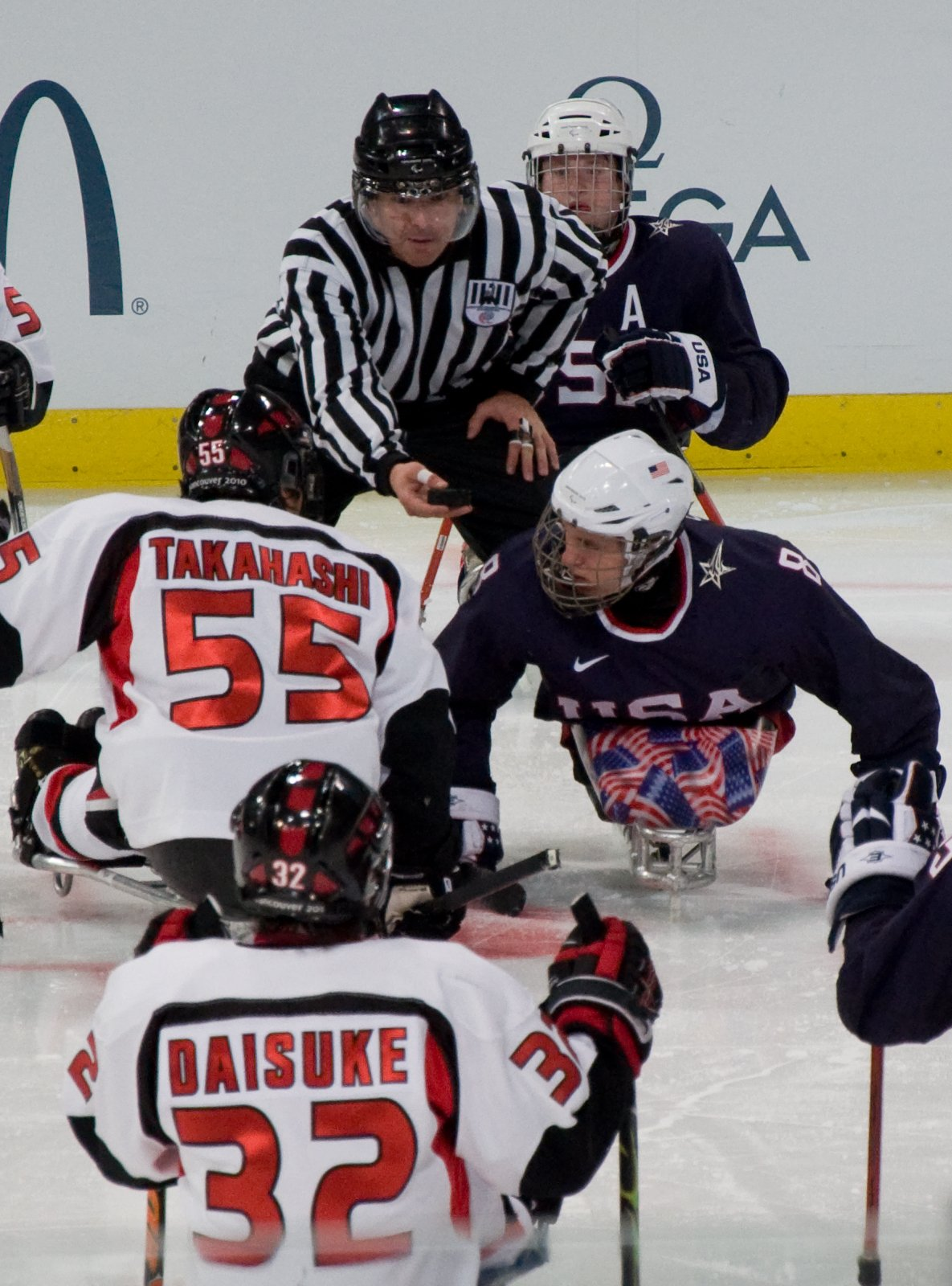
Vereinigte Staaten gegen Japan, Gruppe A 16. März 2010

Abkürzungen: Pl. = Platz, Sp = Spiele, S = Siege, OTS = Siege nach Verlängerung (Overtime), OTN = Niederlagen nach Verlängerung, N = Niederlagen

Erläuterungen: Halbfinal-Teilnehmer
| Vereinigte Staaten | - | Südkorea           | 5:0 (1:0, 2:0, 2:0) |
| Japan              | - | Tschechien         | 2:1 (0:0, 1:0, 1:1) |
| Tschechien         | - | Vereinigte Staaten | 0:3 (0:1, 0:1, 0:1) |
| Japan              | - | Südkorea           | 5:0 (3:0, 0:0, 2:0) |
| Südkorea           | - | Tschechien         | 2:4 (0:2, 0:2, 2:0) |
| Vereinigte Staaten | - | Japan              | 6:0 (2:0, 2:0, 2:0) |

### Gruppe B

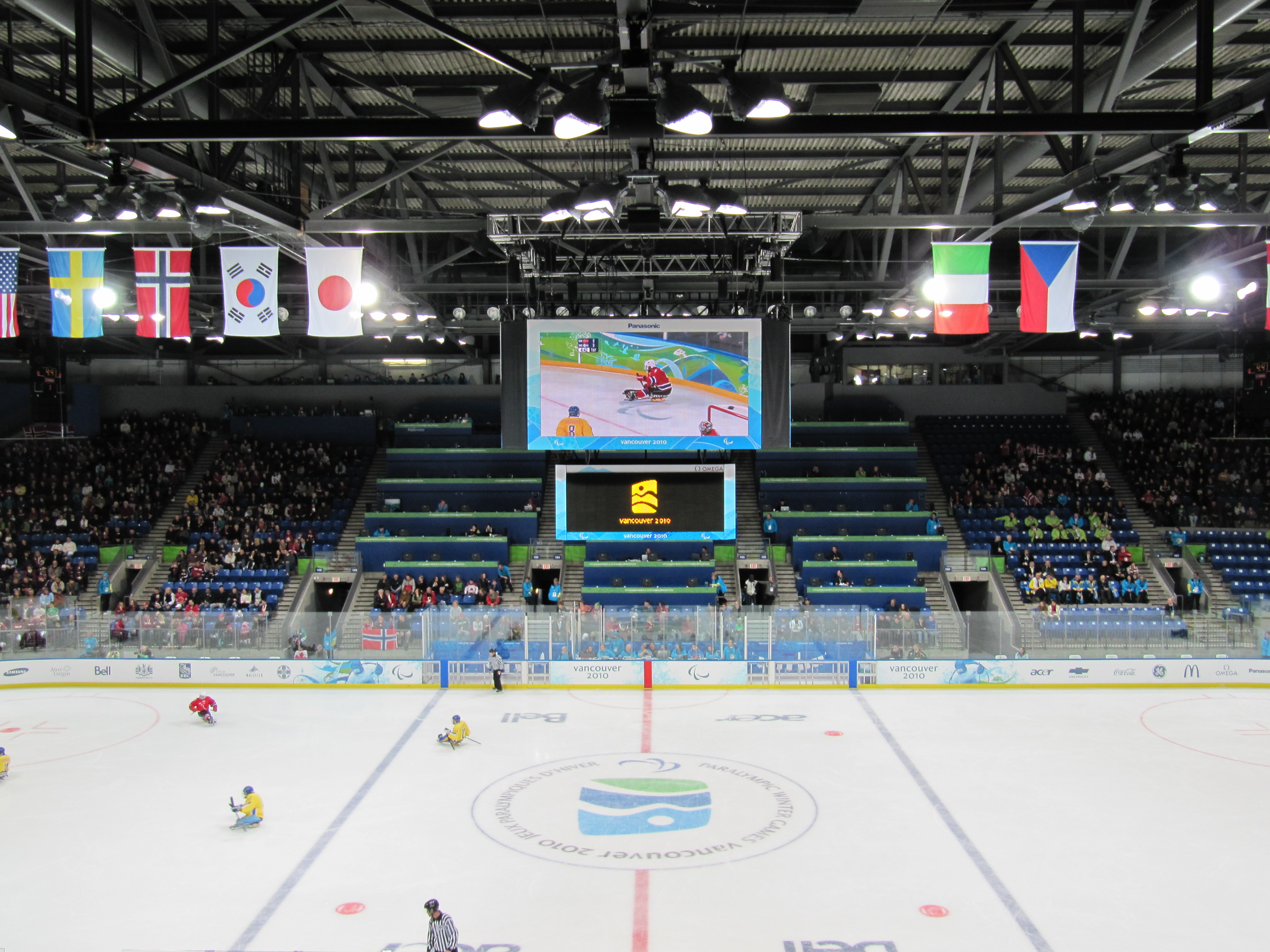
Schweden gegen Norwegen, Gruppe B, 13. März 2010

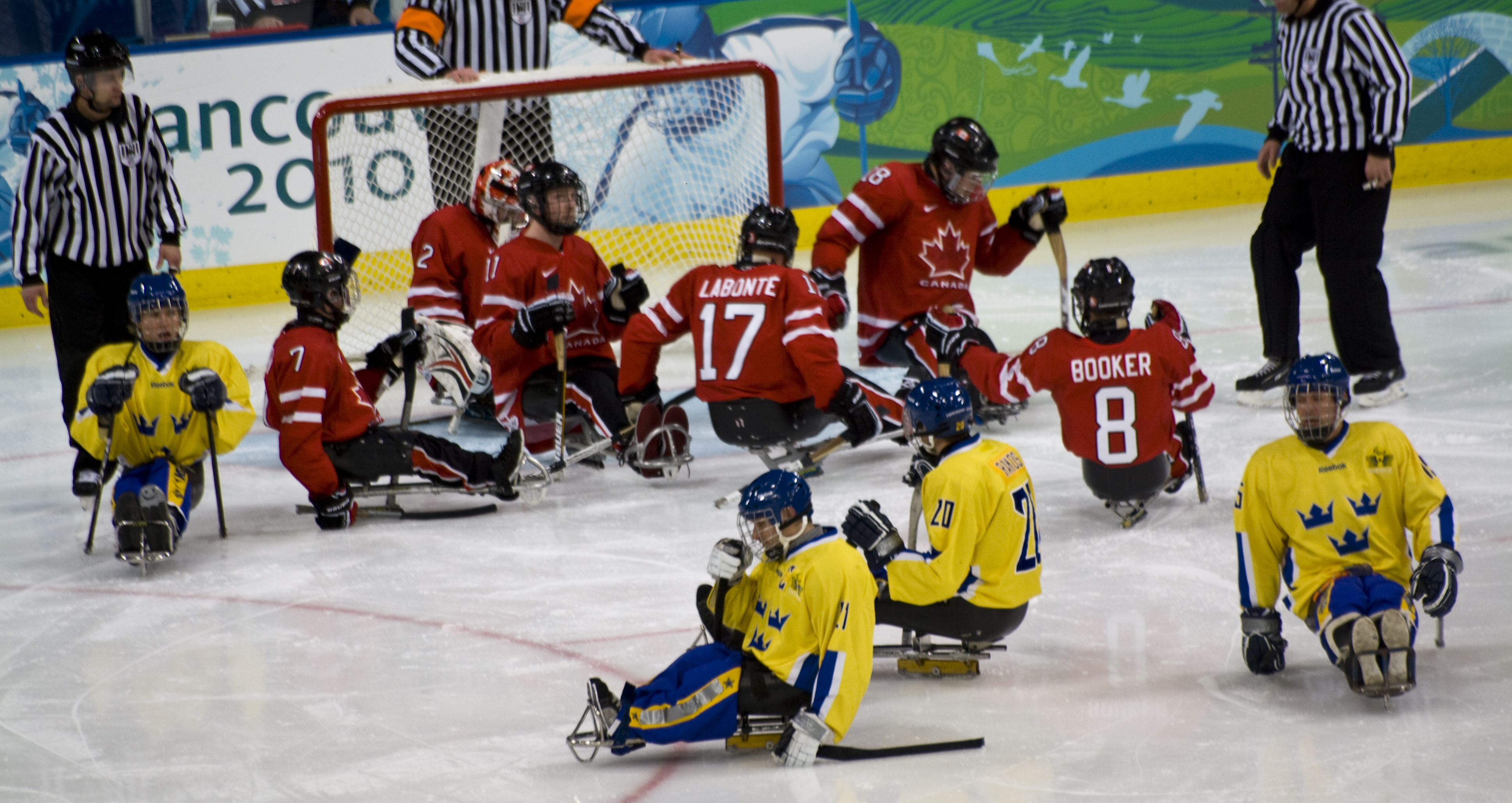
Schweden gegen Kanada, Gruppe B, 14. März 2010

| Pl. |          | Sp | S | OTS | OTN | N | Tore | Punkte |
| 1.  | Kanada   | 3  | 3 | 0   | 0   | 0 | 19:1 | 9      |
| 2.  | Norwegen | 3  | 1 | 1   | 0   | 1 | 4:7  | 5      |
| 3.  | Schweden | 3  | 1 | 0   | 1   | 1 | 3:12 | 4      |
| 4.  | Italien  | 3  | 0 | 0   | 0   | 3 | 1:7  | 0      |

| Kanada   | - | Italien  | 4:0 (1:0, 0:0, 3:0)                     |
| Norwegen | - | Schweden | 2:1 n. P. (0:1, 0:0, 1:0, 0:0, 3/3:2/3) |
| Italien  | - | Norwegen | 1:2 (1:0, 0:0, 0:2)                     |
| Kanada   | - | Schweden | 10:1 (4:1, 4:0, 2:0)                    |
| Schweden | - | Italien  | 1:0 (0:0, 1:0, 0:0)                     |
| Norwegen | - | Kanada   | 0:5 (0:2, 0:3, 0:0)                     |

## Platzierungsrunde

### Halbfinale
| Tschechien | - | Italien  | 3:2 n. P. (1:0, 1:2, 0:0, 0:0, 1/2:0/3) |
| Schweden   | - | Südkorea | 1:2 (0:1, 1:0, 0:1)                     |

### Spiel um Platz 7
| Italien | - | Schweden | 4:0 (2:0, 0:0, 2:0) |

### Spiel um Platz 5
| Tschechien | - | Südkorea | 2:1 n. V. (0:0, 0:0, 1:1, 1:0) |

## Finalrunde

### Halbfinale
| Kanada             | - | Japan    | 1:3 (1:0, 0:1, 0:2) |
| Vereinigte Staaten | - | Norwegen | 3:0 (0:0, 2:0, 1:0) |

### Spiel um Bronze
| Norwegen | - | Kanada | 2:1 (0:0, 0:0, 2:1) |

### Finale
| Vereinigte Staaten | - | Japan | 2:0 (1:0, 0:0, 1:0) |

## Medaillenspiegel
| Medaillenspiegel Sledge-Eishockey | Medaillenspiegel Sledge-Eishockey | Medaillenspiegel Sledge-Eishockey | Medaillenspiegel Sledge-Eishockey | Medaillenspiegel Sledge-Eishockey | Medaillenspiegel Sledge-Eishockey |
| Platz                             | Land                              | Gold                              | Silber                            | Bronze                            | Gesamt                            |
| --------------------------------- | --------------------------------- | --------------------------------- | --------------------------------- | --------------------------------- | --------------------------------- |
| 1                                 | Vereinigte Staaten                | 1                                 | −                                 | −                                 | 1                                 |
| 2                                 | Japan                             | −                                 | 1                                 | −                                 | 1                                 |
| 3                                 | Norwegen                          | −                                 | −                                 | 1                                 | 1                                 |